# Mario Reig
Mario Reig Leffler (Tarragona, 9 de desembre de 1965) és un futbolista i entrenador català.
Es va formar al futbol base alemany per passar al juvenil del RCD Mallorca. El 1998 debuta com a entrenador a Almeria i després de passar per diversos equips espanyols dona el salt a la 1a Divisió de Guatemala. Mario Reig també col·labora com a articulista i comentarista de tornejos en diversos mitjans de comunicació.
Després de la seva etapa com a entrenador decideix prendre's un respir en les banquetes per poder estudiar de primera mà nous sistemes d'entrenament, d'aquesta forma a seguit els entrenaments primer a l'Atlètic de Madrid amb Luis Aragonés i després al Futbol Club Barcelona de Pep Guardiola. Actualment aquesta fent seguiment i informes de jugadors i equips de 2B, 2a i Primera de la LFP per a equips alemanys.
Mario Reig ha col·laborat en diversos mitjans de comunicació, per exemple el diari La Voz de Almería com a cronista en la Copa Confederacions de Sud-àfrica 2009 i la Mundial de Futbol 2006. També ha estat durant cinc anys el Director Esportiu de l'empresa d'Agents FIFA ISM (Internacional Sport Management) a Espanya.

## Trajectòria com a futbolista
La seva família es trasllada en la seva infància a Alemanya on comença a jugar en el futbol base del S.V. Grenzland Twist (República Federal Alemanya) des de 1977 a 1982. D'allí passa al futbol espanyol, després d'una visita casa seva on el van veure jugar en un torneig de Futbol platja a Can Picafort va fitxar amb 17 anys pel Juvenil Divisió d'Honor del RCD Mallorca en la temporada 1983-84. Li aconsellen jugar uns anys amb el CD Murense de Tercera Divisió per acabar de formar-se i en aquest equip és on té una lesió greu i es retira del futbol la temporada 1985-89.

## Trajectòria com a entrenador
Quan acaba de treure's el títol nacional el seu amic José Ángel Moreno entrenador del Almería CF li diu si vol anar amb el d'ajudant per agafar experiència i va estar una temporada per posteriorment exercir de primer entrenador, d'aquí va passar a dirigir dos equips més de 3a Divisió: Mazarrón (Múrcia) i CD Mármol Macael (Almeria).
En 2001 inicia la seva etapa en la 1a Divisió de Guatemala signant a la fi de temporada amb Antigua GFC que estava en l'últim lloc de la classificació. L'equip va salvar la categoria en l'últim partit contra el Cobán Imperial por 4-3 jugant con 9 jugadores. Aquest partit va motivar el seu fitxatge pel Cobán Imperial campions de Guatemala per 2 temporades i com a responsable de totes les categories del club. Després del periple per Amèrica Central torna al futbol espanyol on exerceix el càrrec de Director Esportiu de l'Algeciras Club de Fútbol en Segona Divisió B.
A començaments de 2016 torna a Centreamèrica per incorporar-se com a entrenador al Diriangén Fútbol Club de la Primera Divisió de Nicaragua A finals del mateix any es va oferir per entrenar el Chapecoense.

## Clubs
Actualitzat el 19 de maig de 2013

### Com a futbolista
| Categoría               | Club                   | País     | Año     |
| ----------------------- | ---------------------- | -------- | ------- |
| Fútbol base             | S.V. Grenzland Twist   | Alemanya | 1977-82 |
| Divisió d'honor Juvenil | RCD Mallorca           | Espanya  | 1983    |
| Tercera divisió         | Club Deportivo Murense | Espanya  | 1985    |

### Com a entrenador
| Categoría                             | Club                    | País      | Año  |
| ------------------------------------- | ----------------------- | --------- | ---- |
| Segona Divisó                         | Unión Deportiva Almería | Espanya   | 1998 |
| Tercera Divisió                       | Mazarrón Club de Fútbol | Espanya   | 1999 |
| Tercera Divisió                       | CD Mármol Macael        | Espanya   | 2000 |
| Lliga Nacional de Futbol de Guatemala | Antigua GFC             | Guatemala | 2001 |
| Lliga Nacional de Futbol de Guatemala | Antigua GFC             | Guatemala | 2002 |
| Lliga Nacional de Futbol de Guatemala | Cobán Imperial          | Guatemala | 2004 |